# Nauczyciele słowa Bożego
Nauczyciele słowa Bożego – ogólnoświatowa seria kongresów (dużych spotkań religijnych), zorganizowanych przez Świadków Jehowy w przeszło 150 krajach. Kongresy rozpoczęły się latem 2001 roku na półkuli północnej, a zakończyły na początku 2002 roku na półkuli południowej.

## Kongresy specjalne z udziałem delegacji zagranicznych
Na kongresach we Francji i we Włoszech przyjęto specjalną rezolucję.
7 października 2001 roku z okazji dorocznego zgromadzenia statutowego Pensylwańskiego Towarzystwa Biblijnego i Traktatowego – Strażnica, które odbyło się dzień wcześniej, odbyły się cztery dodatkowe zgromadzenia – trzy w Stanach Zjednoczonych i jedno w Kanadzie (Long Beach (stan Kalifornia), Pontiac (stan Michigan), Uniondale (stan Nowy Jork), Hamilton (prowincja Ontario). W sumie z programu skorzystało 117 885 osób). W programie przedstawiono relację z kongresów specjalnych we Francji i Włoszech.

### Francja
Kongresy we Francji zorganizowano w dniach 3–5 sierpnia:

#### Paryż(Villepinte)
Parc des Expositions de Paris-Nord II. Program przedstawiono w języku francuskim, francuskim migowym, angielskim, hiszpańskim, polskim, portugalskim, tamilskim i wietnamskim. Przeszło 100 tys. obecnych, w tym prawie 20 tys. delegatów zagranicznych, 608 ochrzczonych. 1135 wypożyczonych autokarów przewiozło 20 tys. zagranicznych delegatów z Paryża do centrum wystawowego Villepinte. Było to do tamtej pory największe w historii zgromadzenie na tamtejszych terenach wystawowych.

#### Lyon
Parc des Expositions. Program przedstawiono w języku francuskim, angielskim, niemieckim i włoskim. Liczba obecnych wyniosła 39 559 osób.

#### Bordeaux
Parc des Expositions. Program przedstawiono w języku francuskim. Liczba obecnych wyniosła 21 591 osób.
W serii kongresów we Francji ogólna liczba obecnych wyniosła 160 045. W kongresach uczestniczyło prawie 20 tys. zagranicznych delegatów z 22 krajów, m.in. z Belgii, Danii, Finlandii, Gwadelupy, Gujany Francuskiej, Hiszpanii, Holandii, Irlandii, Japonii, Kanady, Luksemburga, Martyniki, Norwegii, Polski, Portugalii, Reunionu, Stanów Zjednoczonych, Szwajcarii, Szwecji, Wielkiej Brytanii i Włoch. Największa delegacja zagraniczna przybyła z Polski (około 3200 delegatów) oraz z Japonii (1174 delegatów). Przemówienia wygłaszali również członkowie Ciała Kierowniczego Świadków Jehowy m.in. John E. Barr, Gerrit Lösch i Theodore Jaracz. Na kongresach ochrzczono 975 osób.

### Włochy
Kongresy we Włoszech zorganizowano w dniach 10–12 sierpnia:

#### Rzym
Stadio Olimpico. Program przedstawiono w języku włoskim, włoskim migowym, angielskim, bułgarskim, hiszpańskim, niemieckim, portugalskim. Liczba obecnych wyniosła 82 286 osób.

#### Mediolan
Stadion Giuseppe Meazzy; Autodromo Nazionale di Monza). Program był przedstawiany w języku włoskim, angielskim, chorwackim, hiszpańskim, niemieckim, portugalskim, rumuńskim, słoweńskim.

#### Turyn
Stadio delle Alpi. Program przedstawiono w języki włoskim.

#### Bari
Stadio San Nicola. Program przedstawiono w języku włoskim, albańskim i greckim.
Niektóre punkty programu kongresów międzynarodowych transmitowano telefonicznie do pięciu innych miejsc kongresowych: Cagliari, Florencja (sesje również w języku chińskim), Imola, Palermo, Werona. Oprócz tego kongresy odbyły się w Forchia i Francavilla Angitola. Łącznia liczba obecnych wyniosła 289 133 osoby.
Delegaci ze Stanów Zjednoczonych skierowani do Włoch korzystali z programu w Rzymie i Mediolanie. W kongresach uczestniczyło ponad 17 tys. zagranicznych delegatów z około 30 krajów z trzech kontynentów, m.in. z Albanii, Austrii, Belgii, Bośni i Hercegowiny, Bułgarii (134), Chorwacji (1000), Cypru (174), Czarnogóry, Czech (677), Egiptu, Grecji (800), Hiszpanii (2715), Izraela, Japonii (1176), Kanady, Libanu (130), Maroka, Mołdawii, Niemiec, Palestyny, Portugalii (481), Rumunii (800), Serbii, Słowacji, Słowenii (200), Stanów Zjednoczonych, Szwajcarii, Tunezji Węgier (400) i Wielkiej Brytanii. Program został przetłumaczony na 17 języków. Przemówienia wygłaszali również członkowie Ciała Kierowniczego Świadków Jehowy m.in. Gerrit Lösch, David H. Splane i Theodore Jaracz.

## Pozostałe kongresy okręgowe
Odbyło się około 2000 zgromadzeń w ponad 150 krajach.

### Austria
Zorganizowano 6 kongresów w 4 językach.

### Brazylia
Odbyło się ponad 220 kongresów.

### Grecja
Władze Grecji po raz pierwszy (pomimo sprzeciwu miejscowego Kościoła Prawosławnego) umożliwiły Świadkom Jehowy w tym kraju zorganizowanie w dniach 27–29 lipca 2001 roku dużego kongresu w Olimpijskiej Hali Sportowej w Atenach. W kongresie wzięło udział 15 760 osób. W dwa ostatnie weekendy lipca odbyły się też zgromadzenia w Pałacu Sportu w Salonikach, w których łącznie uczestniczyły 13 173 osoby. Podczas ostatniego punktu programu ogłoszono, że greckie Ministerstwo Edukacji Narodowej i Wyznań Religijnych uznało Świadków Jehowy za „znaną religię”, a także zalegalizowało ich Biuro Oddziału w Atenach.

### Hongkong
Ogłoszono wydanie „Pisma Świętego w Przekładzie Nowego Świata” w języku chińskim (w piśmie tradycyjnym i uproszczonym).

### Kanada
Zorganizowano 40 kongresów w 7 językach (również sesje w języku polskim).

### Niemcy
Odbyło się 27 kongresów w 16 językach (również sesje w języku polskim).

### Polska
Zorganizowano 22 kongresy.

#### 29 czerwca–1 lipca
Gdańsk, Sosnowiec, Warszawa, Zamość

#### 6–8 lipca
Koszalin, Sosnowiec, Legnica, Lublin, Łódź

#### 13–15 lipca
Sosnowiec, Kalisz, Olsztyn, Szczecin i Wrocław

#### 20–22 lipca
Białystok, Bydgoszcz, Sosnowiec, Zielona Góra

#### 27–29 lipca
Poznań, Rzeszów, Sosnowiec, Starachowice

### Stany Zjednoczone
Odbyło się ponad 190 kongresów w 16 językach (również sesje w języku polskim).

### Wielka Brytania
Zorganizowano 18 kongresów w 6 językach.

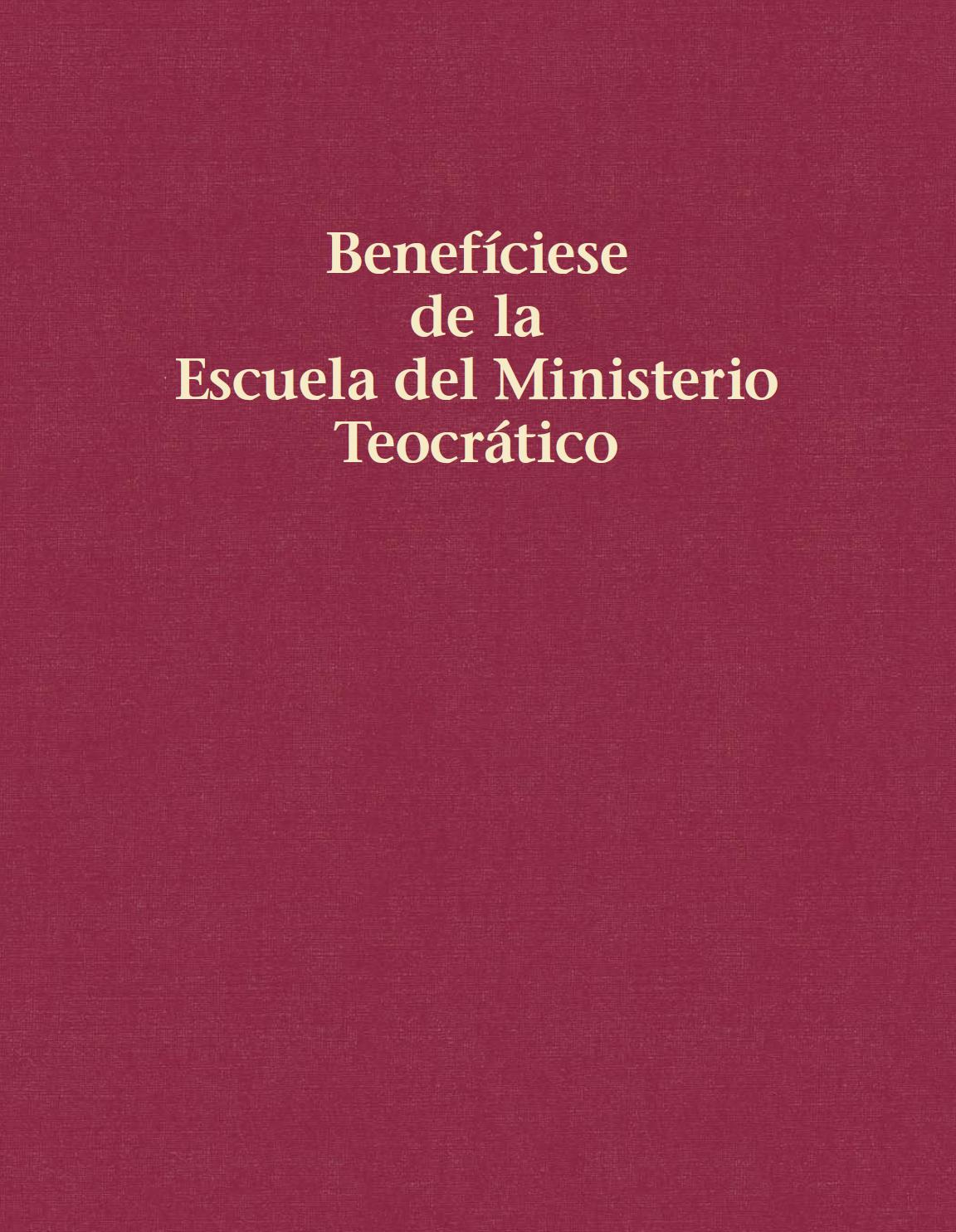
Podręcznik Odnoś pożytek z teokratycznej szkoły służby kaznodziejskiej – wydanie ogłoszono na kongresie w 2001 roku

## Program kongresu
Program wskazywał, że słudzy Jehowy Boga są gotowi wywiązywać się z roli nauczycieli Słowa Bożego (Mat 19:20, 21). Obecnych zachęcano, by uczyli samych siebie, podnosili swe kwalifikacje i wywiązywali się ze zleconego im zadania nauczania podczas działalności kaznodziejskiej.

### Dramat biblijny (przedstawienie kostiumowe)
- Szanuj władzę Jehowy[33][34]

### Wykład publiczny
- „Kto uczy prawdy wszystkie narody?”[35][36]